# 小太郎山
小太郎山（こたろうやま）は、山梨県南アルプス市にある山。標高は2,725メートル。山梨百名山・日本百高山に選定されている。

## 概要
赤石山脈北部の、北岳から北に延びる小太郎尾根上に位置する。
三角点は三等三角点で、基準点名は「小太郎岳」である。
名前の由来は、小太郎の「太郎」は最も優れもの、最大の物事を指し、この「太郎」を北岳とし、それに対して小太郎山という名前がついたと言われている

## 登山
広河原から北沢峠間にある、三好沢の橋からや、両俣小屋へ行く林道から登りに行くルートもあるようだが、正式なルートは、以下の1つのみである。
・小太郎尾根分岐 - 前小太郎山 - 山頂（分岐から1時間）
　広河原から右俣又は白根御池経由で登って、稜線上に上がってから、小太郎尾根を行くルート。ハイマツ漕ぎや、岩場もあり、多少難易度がある。往復に2時間ほどかかってしまうため、北岳をセットで登りたい際は、北岳肩ノ小屋で泊まるのが無難。

## 周辺の山
| 山容 | 名称       | 標高(ｍ) | 方位・山頂との距離(km) | 備考               |
| ---- | ---------- | -------- | ---------------------- | ------------------ |
|      | 甲斐駒ヶ岳 | 2,967    | 6.4                    | 日本百名山         |
|      | 鳳凰山     | 2,840    | 5.9                    | 日本百名山、観音岳 |
|      | 仙丈ヶ岳   | 3,033    | 5.6                    | 日本百名山         |
|      | アサヨ峰   | 2,799    | 3.5                    | 日本三百名山       |
|      | 小太郎山   | 2,725    | 0                      |                    |
|      | 北岳       | 3,193    | 2.9                    | 日本百名山         |
|      | 中白根山   | 3,055    | 4.8                    |                    |
|      | 間ノ岳     | 3,190    | 6.2                    | 日本百名山         |